# Arnulf (Arnulfinger)
Arnulf aus der Familie der Arnulfinger lat. Arnulfus (* um 695; † 723) war Herzog in Neustrien (vor 715) und ein Sohn von Drogo – Herzog der Champagne und Sohn Pippins des Mittleren – und der Anstrudis, sowie ein Ururenkel von Arnulf von Metz und ein Neffe von Grimoald dem Jüngeren.
Seine Brüder waren:

Mitteleuropa im frühen Mittelalter

- Hugo († 730), 715 sacerdos (Priester), Bischof von Paris, Bischof von Rouen und Bischof von Bayeux, Abt von Jumièges[1]
- Pippin, 715 bezeugt
- Godefrid, 715 bezeugt

Aus einer Urkunde von 715/716 geht hervor, dass Arnulf seinen Erbteil von Bollendorf der Stadt Echternach verschenkte, und dass er zu dieser Zeit schon den Titel dux geführt hat. Er wurde zusammen mit seinen Brüdern Godefried und Pippin von seinem Halbonkel Karl Martell inhaftiert. Arnulf starb während der Gefangenschaft. Ob er aber umgebracht wurde oder eines natürlichen Todes starb, ist unklar. Die Begräbnisstätte ist unbekannt. Arnulf war nicht verheiratet und hatte keine Nachkommen.